# Anguilla megastoma
Anguilla megastoma (вугор довгоперий полінезійський) — вид вугреподібних риб роду Прісноводний вугор (Anguilla).

## Поширення
Цей тропічний вугор відомий з прісних вод Океанії. Ареал простягується від острова Сулавесі (Індонезія) до Островів Товариства та Піткерну.

## Опис
В середньому сягає 100 см завдовжки, максимально - 160 см. Вага 9 кг.

## Спосіб життя
Вугрі проводять більшу частину свого життя в прісній воді, воліючи жити між камінням у прозорих, швидких струмках, але мігрують до океану, щоб розмножуватися.